# Akeem Vargas
Akeem David Vargas (Lancaster, California, 29 de abril de 1990) es un jugador de baloncesto estadounidense, nacionalizado alemán, que pertenece a la plantilla del Mitteldeutscher BC de la BBL alemana. Mide 1,92 metros de altura y ocupa la posición de escolta.

## Trayectoria deportiva
Hijo de un padre estadounidense y de una madre alemana, Vargas creció en la ciudad de Leimen, Baden-Wurtemberg, donde aprendió a jugar al baloncesto en el KuSG Leimen. 
En 2006 fue reclutado por el Team Ehingen Urspring, equipo con el que jugaría en la ProB -el campeonato de tercera división profesional- y en la Nachwuchs Basketball Bundesliga -el campeonato juvenil alemán-. Luego de tres años allí buscó jugar en la NCAA, pero, debido a su experiencia como profesional, el reglamento de la liga lo obligaba a permanecer un año inactivo. En consecuencia se enroló en el Iowa Lakes Community College de Emmetsburg, Iowa, donde jugó con los E-Hawks durante una temporada de la NJCAA. Cuando finalmente estuvo resuelta la cuestión de su elegibilidad, Vargas rechazó todas las propuestas para continuar en el circuito de baloncesto universitario estadounidense y regresó a Alemania.
En 2010 firmó un contrato con el equipo de la máxima categoría Walter Tigers Tübingen, pero le cedieron al Team Ehingen Urspring de la ProB. En la BBL 2011/12 jugó diez partidos con un promedio de casi ocho minutos de juego. Con Ehingen, Vargas logró la ProB 2010/11 y el ascenso a la ProA. En la ProA 2011/12 Vargas que ayudó´al equipo a salvarse del descenso, fue premiado como "Joven del Mes" de diciembre de 2011 de esta división. Después de finalizar los dos años de contrato que tenía en Tübingen se fue al BG 74 Göttingen. En la ProA 2012/13 alcanzaron la final contra Science City Jena pero sorprendentemente se tuvieron que retirar. Vargas fue galardonado tanto en octubre de 2012, como en enero de 2013, como "Joven del Mes" y al final de la temporada como "Mejor Joven de la ProA". Posteriormente Vargas firmó con el ALBA Berlín.
[actualizar]

## Selección nacional
Entre 2006 y 2010, Vargas jugó con los seleccionados juveniles de baloncesto de Alemania en los Eurobasket Sub-16, Sub-18 y Sub-20.
Posteriormente recibiría varias convocatorias para actuar con la selección mayor.